# Wabua aberdeen
Wabua aberdeen is een spinnensoort in de taxonomische indeling van de Stiphidiidae.
Het dier behoort tot het geslacht Wabua. De wetenschappelijke naam van de soort werd voor het eerst geldig gepubliceerd in 2000 door V. T. Davies.